# هنري بوسي
هنري بوسي (بالفرنسية: Henri Bossi)‏ هو لاعب كرة قدم لوكسمبورغي في مركز الوسط، ولد في 20 فبراير 1959. شارك مع منتخب لوكسمبورغ لكرة القدم. أما مع النوادي، فقد لعب مع نادي بروغريس نيدركورن.

## وصلات خارجية
- هنري بوسي على موقع قاعدة بيانات كرة القدم.إي يو (الإنجليزية)
- هنري بوسي على موقع ناشيونال فوتبول تيمز (الإنجليزية)
- هنري بوسي على موقع عالم كرة القدم.نت (الإنجليزية)